# アイラトビカズラ

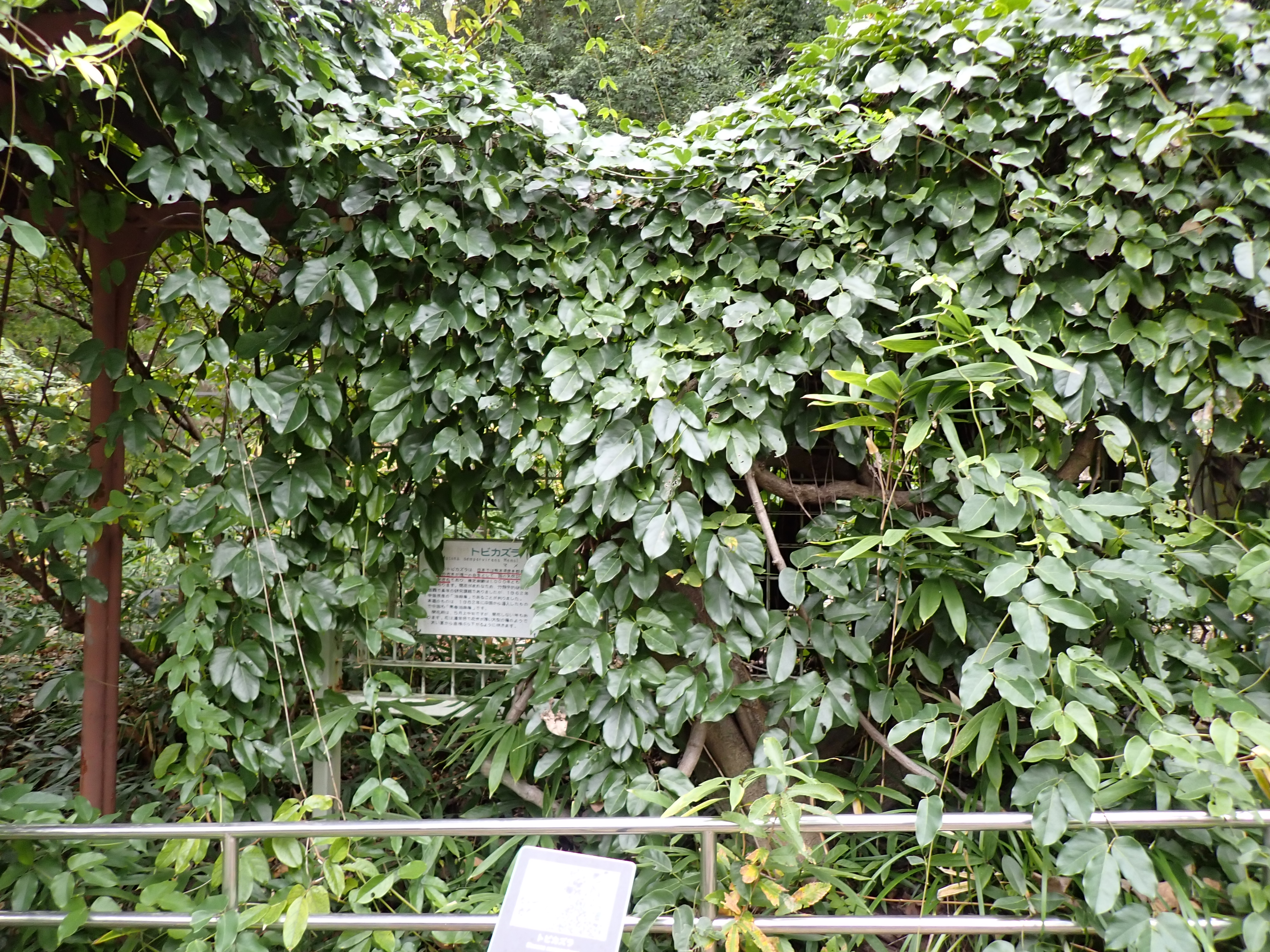
植栽（2024年11月 名古屋市 東山動植物園）

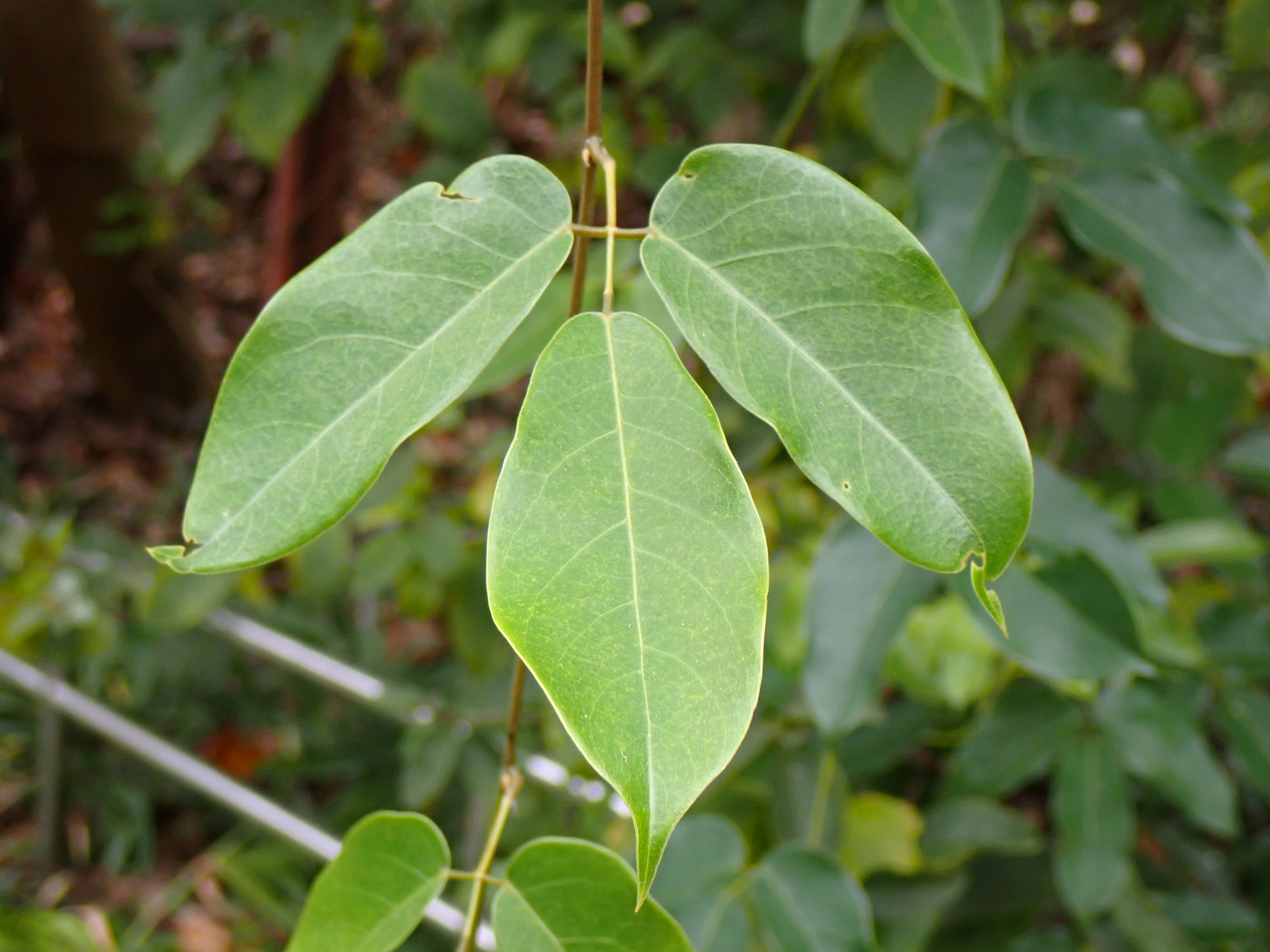
3出複葉（2024年11月 名古屋市 東山動植物園）

アイラトビカズラ（相良飛び葛、学名：Mucuna sempervirens）は、マメ科トビカズラ属に分類される常緑つる性植物。熱帯・亜熱帯性に分布する。巨大な花房をつけるのでよく目立つ。

## 特徴
つるは黒褐色、葉は楕円形で先が針のようにとがっている。
4月下旬から5月上旬にかけ、芳香のある暗紅紫色の大きな蝶形の花を房状に十数個集まって咲かせる。豆果の長さは60センチメートルに達する。つる性植物とはいえ、幹囲は50センチメートルを越す大きなものである。
自然状態で実が見られなかったため、1960年代に人為交配（人工授粉）・植物ホルモンを用いて結実させ、得られた果実と種子の観察から中国中南部に分布する常春油麻藤（ゆまとう）と同種とされた。

## 分布
中国の長江流域が原産地とされ、21世紀に入ってからは中国南部・南西部、ミャンマー、インド東北部、ブータンおよび日本での生息が確認されている。
日本では、20世紀末までは熊本県山鹿市菊鹿町相良地区に1本のみ自生しているとされていたが、2000年に相浦地域の沖にある九十九島の無人島である時計（とこい）島で自生しているのが発見された。2001年に持ち帰った花弁や枝葉などを相良地区のアイラトビカズラと比較し、同種とされた。2010年には、熊本県天草市の倉岳の裾野でも生育が確認された。
相良地区のアイラトビカズラは樹齢千年とも言われ、1940年（昭和15年）に国の天然記念物に指定され、1952年（昭和27年）に特別天然記念物に格上げされた。さらに1976年（昭和51年）には指定エリアが拡大され、保護されている。指定名称は相良のアイラトビカズラ。なお、このアイラトビカズラは2020年（令和2年）4月に人為的ミスで半分ほど伐採されている。
本種の国内の野生地では結実しないことが知られている。本属の植物では雄蘂、雌蘂を閉じ込めた竜骨弁を強い力で押し下げることで蜜が得られ、同時に竜骨弁が開いて雄蘂と雌蘂が露出し、受粉が可能となる。それが可能な動物は夜行性のある程度大きな動物で、通常は植食性のコウモリである。本種のこれら2カ所の産地ではそれに相当する動物がおらず、そのために自然下では受粉が出来ないものと考えられる。

## 近縁種
近縁種にウジルカンダ（学名：Mucuna macrocarpa Wall., 別名：イルカンダ、カマエカズラなど）があり、大分県や南西諸島、台湾、中国、東南アジア、インド、東ヒマラヤに分布する。

## 名前の由来
トビカズラの名の由来として、2つの話が伝わっている。治承・寿永の乱（源平合戦）の頃、壇ノ浦の戦いで敗れた平家の残党が吾平山相良寺に落ちのびた際、豊後竹田の源氏方の武将である緒方惟栄（緒方三郎）が寺を焼き討ちした。焼き討ちの際に寺の千手観音は飛翔してこのカズラに飛び移り、危うく難を逃れたという。また、一説には千手観音がカズラに姿を変えて飛来し、走落の坂を下る緒方三郎の足にからみつき、落馬したところを残兵が討ち取ったとも伝えられている。

## 迷信
熊本相良の地では、たまにしか開花しない性質から、仏教世界で「三千年に一度開花し、その時は金輪王が出現するとも、如来が現われるとも」言われる霊華「優曇華」（うどんげ）に比されることもあり、「霊華時を隔て開花することあり。開花すれば必ず国家的事変がある」と言い伝えられ、1929年（昭和4年）5月に35年ぶりに開花した翌年の満州事変勃発や、日露戦争、世界大戦などの出来事と開花を結び付けて語られることがあった。